# Христианство в Белизе

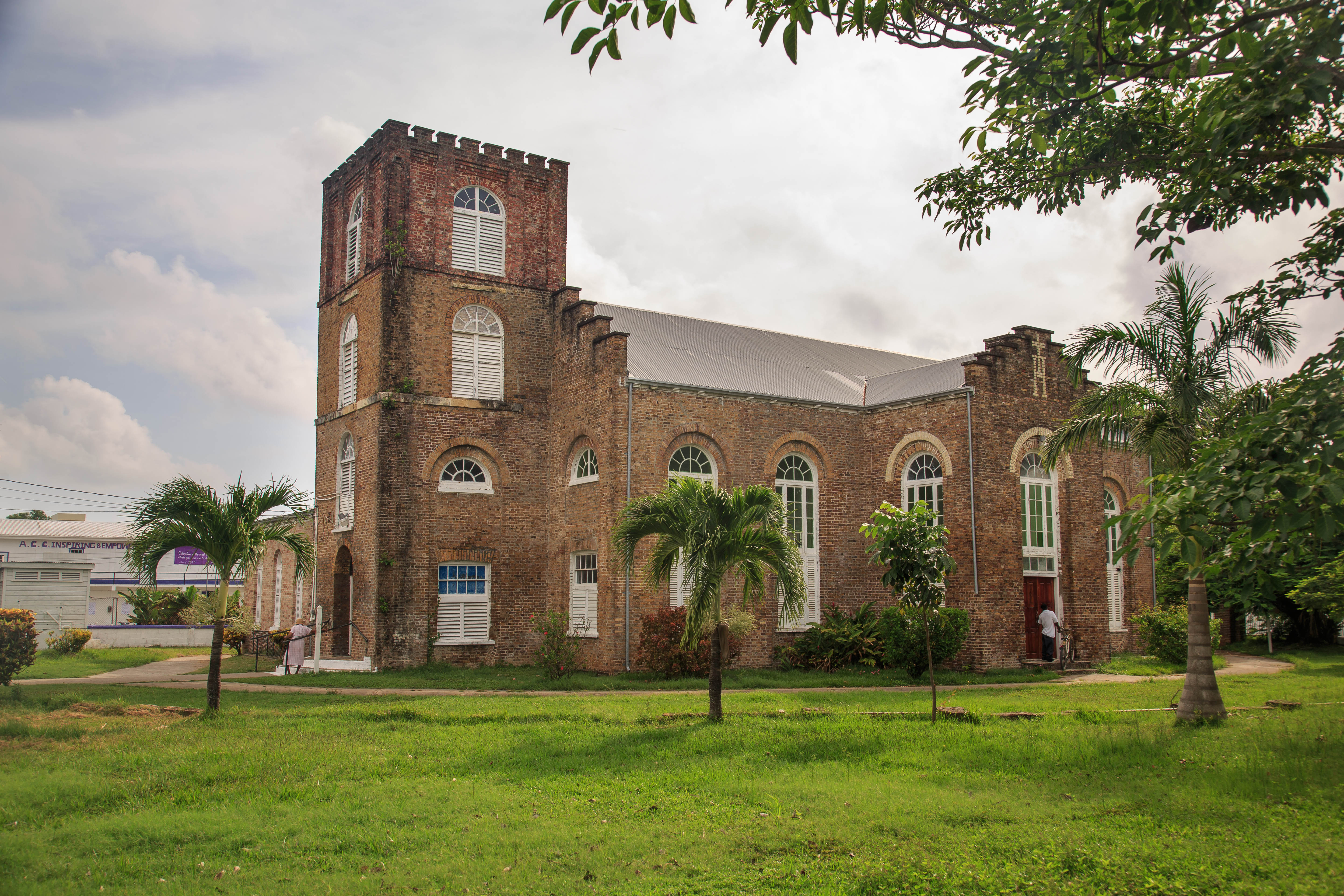
Англиканский Кафедральный собор святого Иоанна в городе Белиз, построенный в 1812 году

Христианство в Белизе — самая распространённая религия в стране.
По данным исследовательского центра Pew Research Center в 2010 году в Белизе проживало 270 тыс. христиан, которые составляли 87,2 % населения этой страны. Энциклопедия «Религии мира» Дж. Г. Мелтона оценивает долю христиан в 2010 году в 91,2 % (279 тыс.).
Крупнейшими направлениями христианства в стране являются католицизм и протестантизм. В 2010 году в Белизе действовало 911 христианских церквей и мест богослужения, которые принадлежали 65 различным деноминациям.
Помимо основного населения Белиза — белизцев, христианами являются большинство живущих в стране кекчи, чёрных карибов, майя, гватемальцев и англичан.
В 1978 году в стране был создан межконфессиональный Христианский совет Белиза, переименованный в 1981 году в Белизский совет церквей. Совет объединяет различные протестантские церкви и католиков. По состоянию на 2015 год три церкви Белиза (англикане, методисты и квакеры) входили во Всемирный совет церквей .